# Azucena Olivares
Otilia María Azucena Olivares Villagómez (Ciudad de México, 25 de febrero de 1949) es una política y abogada mexicana, militante del Partido Revolucionario Institucional, fungió como Presidente municipal de Naucalpan de Juárez, Estado de México durante el periodo 2009-2012.

## Formación profesional
Nacida en el seno de una familia de clase humilde, fue la primera de ocho hermanos (cinco mujeres y tres hombres). Su padre, Daniel Olivares, desempeñó diversos oficios, hasta conseguir una posición permanente en la Subsecretaría Forestal y de la Fauna, donde trabajó más de tres décadas. Su madre, Inés Villagómez, fue costurera. Completó la educación primaria en la escuela pública Guillermo Prieto, de Tacubaya y prosiguió su formación en la Secundaria 8 de San Pedro de los Pinos y después en la Preparatoria Número 4 de la UNAM.
Estudió la carrera de Derecho en la Universidad Nacional Autónoma de México, misma que concluyó en 1969. En la propia casa de estudios siguió un curso de Didáctica (1974) y un seminario de Derecho Agrario (1976).
Está casada con Guillermo González Martínez, quien ha desempeñado diversos cargos en el Estado de México , además de haber sido diputado local y federal, en su momento, fue candidato a la presidencia municipal de Naucalpan, así como precandidato a la contienda por la Gubernatura del Estado de México por el Partido Revolucionario Institucional. Son padres de Irazema González y de Carlos.

## Carrera política
En una línea simultánea a sus estudios tuvo sus primeras responsabilidades laborales. Inicialmente se desempeñó como profesora de Civismo. De 1970 a 1972 fue asesora jurídica del Instituto de Acción Urbana e Integración Social (Auris) del Estado de México y en 1973 fungió como asesora parlamentaria en la XLIX legislatura del Congreso de la Unión. Tres años más tarde, entre 1976 y 1977, trabajó como subjefa del Departamento Jurídico del periódico Excélsior. Su experiencia legislativa continuó como Asesora de la LII Legislatura al Congreso del Estado de México (1993-1996) y una vez más como asesora parlamentaria al Congreso de la Unión, ahora en la LVII Legislatura (1997-2000). Entre 1993 y 2004 presidió la Asociación de Amas de Casa en el Estado de México, y de 1993 a 2004, fue miembro del Consejo Político del PRI en Naucalpan.
De 1999 a 2000 fue directora general de Concertación y Participación Ciudadana en la Secretaría de Ecología del Gobierno del Estado de México. De 2005 a 2007 formó parte del Consejo Político del PRI en la misma entidad y en 2005 fue designada Procuradora de Protección al Ambiente en el gabinete de Enrique Peña Nieto, cargo al que solicitó licencia para postularse como diputada local a la LVI Legislatura del Estado de México por la Alianza por México, la coalición establecida entre el PRI y el PVEM. Contra todos los pronósticos, triunfó en las elecciones. Permaneció en el cargo de 2006 a 2009, formó parte de la Comisión de Agua potable y Ecología y presidió la Comisión Legislativa de Derechos Humanos. En ese mismo tenor, de 2007 a 2009 fue miembro del Consejo Ciudadano para la Prevención y la Eliminación de la Discriminación en el Edomex.

## Candidatura por el PRI Naucalpan
De 1970 a 1972 Olivares fue regidora del Ayuntamiento de Naucalpan.
Cuatro décadas después, el 17 de marzo de 2009, la Convención de Delegados Priistas Municipales la postuló como candidata a presidenta municipal, cargo que ganó en las elecciones del 5 de julio de 2009, por 154 mil 208 votos obtenidos por la coalición Unidos para Cumplir (Formada por el PRI-PVEM-NA-PSD-PFD). 
Tomó posesión el 18 de agosto.

## Controversias
Durante su administración se documentaron diversas inconformidades entre los habitantes del municipio por la falta de transparencia y la baja calidad de los servicios públicos durante su administración. Actualmente enfrenta una demanda emprendida por trabajadores que estuvieron bajo su cargo durante la presidencia municipal de Naucalpan. Los trabajadores demandan que se aclare el destino de grandes cantidades de dinero destinadas originalmente a sus fondos de pensión donde se presume que desaparecieron más de 2 mil millones de pesos del municipio de Naucalpan.